# 武邦彦
武 邦彦（たけ くにひこ、1938年10月20日 - 2016年8月12日）は、日本中央競馬会（JRA）にかつて所属した騎手、調教師、競馬評論家。
騎手時代は1960年代から1980年代にかけて第一線で活躍し、関西所属騎手として初の通算1000勝を記録した。通算7679戦1163勝、うち八大競走8勝を含む重賞80勝。「名人」、「ターフの魔術師」等の異名を取り、関係者やファンの間では「タケクニ」、「邦ちゃん」の愛称で親しまれた。
調教師としても1989-1990年度JRA賞最優秀スプリンターのバンブーメモリー、2000年度同最優秀3歳 (現2歳) 牡馬のメジロベイリーなどを管理した。2009年に70歳定年制により調教師も引退。以後評論家として活動していた。
中央競馬の通算最多勝記録を保持する騎手の武豊は三男、元JRA騎手・現調教師の武幸四郎は四男である。義娘（豊の妻）に佐野量子がいる。
※親族と区別するため、文中では「邦彦」と名前で表記する。

## 経歴
1938年、函館市郊外の園田牧場に生まれる。祖先は薩摩国出身の武家であり、祖父の彦七は薩摩藩士の園田家から武家へ養子に入って、日本近代馬術の祖・函館大経の直弟子として多くの騎手、調教師を育てた馬術家である。父・芳彦は北海道馬主協会の重鎮、園田牧場は大伯父の園田実徳が興し、80頭からのサラブレッドを繋養した大牧場であり、これらと親しみながら幼児期を過ごした。しかしその後、太平洋戦争終結に伴って日本に進駐したGHQの農地解放令により、牧場は接収されている。
中学2年生の時、京都競馬場で厩舎を開いていた叔父・平三の勧めで京都に移り、騎手見習いとなった。しかし騎手試験には数度落第し、騎手免許取得は19歳となった1957年のことだった。この間に高校を卒業しており、中央競馬史上数少ない高卒騎手の一人であった。

### 騎手時代
同年3月騎手としてデビュー。同年デビューした騎手には長期養成課程を修了した増沢末夫、森安重勝、矢野進等がいる。初年度は8勝、翌年は15勝とすぐに頭角を現すことはなかったが、3年目にハチサカエに騎乗してアラブ大障害 （春） を制し、重賞初勝利を挙げた。この年は29勝を挙げ、以降しばらくは20勝半ばで勝利数が安定する中堅騎手となった。1963年に35勝を挙げ、初めてリーディング一桁台となる9位を記録すると、その後は1971年まで7年連続で全国ランキング10位以内を保った。邦彦自身の回顧によれば、1965年頃に東京競馬場へ出張した際、当時トップジョッキーであった保田隆芳、野平祐二の騎乗に触れ、「乗り方がどんどん変わっていった」という。邦彦は自らの長い手足をうまく使ったスマートな騎乗スタイルを身に着け、「関西の野平祐二」とも称されるようになった。
この間、重賞競走には毎年勝利する一方で八大競走には長く恵まれず、「競馬界の七不思議」とも言われた。しかし1972年にアチーブスターで桜花賞に優勝、デビュー16年目にして八大競走を初制覇すると、7月にはロングエースで東京優駿 （日本ダービー） に優勝してダービージョッキーとなり、以後は一転して八大競走勝利の常連となった。
1973年には、落馬負傷した嶋田功に代わって日本ダービー優勝馬のタケホープに騎乗し、菊花賞に優勝。翌1974年には前年最優秀3歳牡馬に選出されていたキタノカチドキで史上初の単枠指定を受けて皐月賞に優勝し、ロングエースでのダービー優勝から3年で三冠騎手となった。キタノカチドキ自身にも史上3頭目のクラシック三冠馬への期待が掛けられ、日本ダービーでも単枠指定を受けたが、激しくイレ込む同馬に手を焼き、最後の直線では蛇行を繰り返して3着に終わった。三度単枠指定を受けた三冠最終戦・菊花賞では優勝したが、「負けたら返上するつもりで騎手免許を懐に入れて乗っていた」、「辞表を携えて競馬場に来た」（邦彦自身は「そんなアホな」と否定している）、「ゴール後に涙を拭っていた」といった、重圧を物語るエピソードが伝えられている。
1976年の有馬記念からは、「天馬」と称されたトウショウボーイの主戦騎手を務めた。同競走を勝利したほか、翌1977年の宝塚記念や高松宮杯にも優勝、連覇を目指した有馬記念ではライバル関係を築いていたテンポイントに敗れたものの、終始2頭が並んでの競り合いは中央競馬史上屈指の名勝負と称えられた。邦彦はトウショウボーイを騎乗した内の最強馬として名を挙げられている。同年1月29日に香港・ハッピーバレー競馬場で行われたロイヤル・ホンコン・ジョッキークラブ主催の国際騎手招待競走「インターナショナルインビテーションカップ」に参戦し、ジョセフ・マーサー&レスター・ピゴット（ イギリス）、フィリップ・パケ（ フランス）、ビル・ハータック&ロン・ターコット（ アメリカ合衆国）、パット・エデリー（ アイルランド）、アンソニー・クルーズ（ 香港）ら各国のチャンピオン騎手と腕を競った  。1978年にはインターグシケンで、当時保田隆芳に並ぶ最多タイ記録となる菊花賞3勝目を挙げ、1980年1月7日には、史上5人目・関西所属騎手では初の記録となる通算1000勝を達成した。
騎手生活晩年にはハッピープログレスやニホンピロウイナーに騎乗して短距離戦線を賑わせたが、1984年に調教師免許を取得、その後引退を発表した。翌1985年2月24日に阪神競馬場で最終騎乗を迎え、同日昼休みに引退式が行われた。最終レースは関係の深い中井長一の所有馬・ロングケイコに騎乗して9着、これをもって全ての騎乗を終えた。円熟期が「天才」と謳われた福永洋一の登場と重なったこともあり、全国2位は二度 (いずれも1位は福永) あったものの、リーディングジョッキー獲得は成らなかった。しかし通算1163勝は当時史上第5位、関西所属騎手としては最多勝記録であった。

### 調教師時代

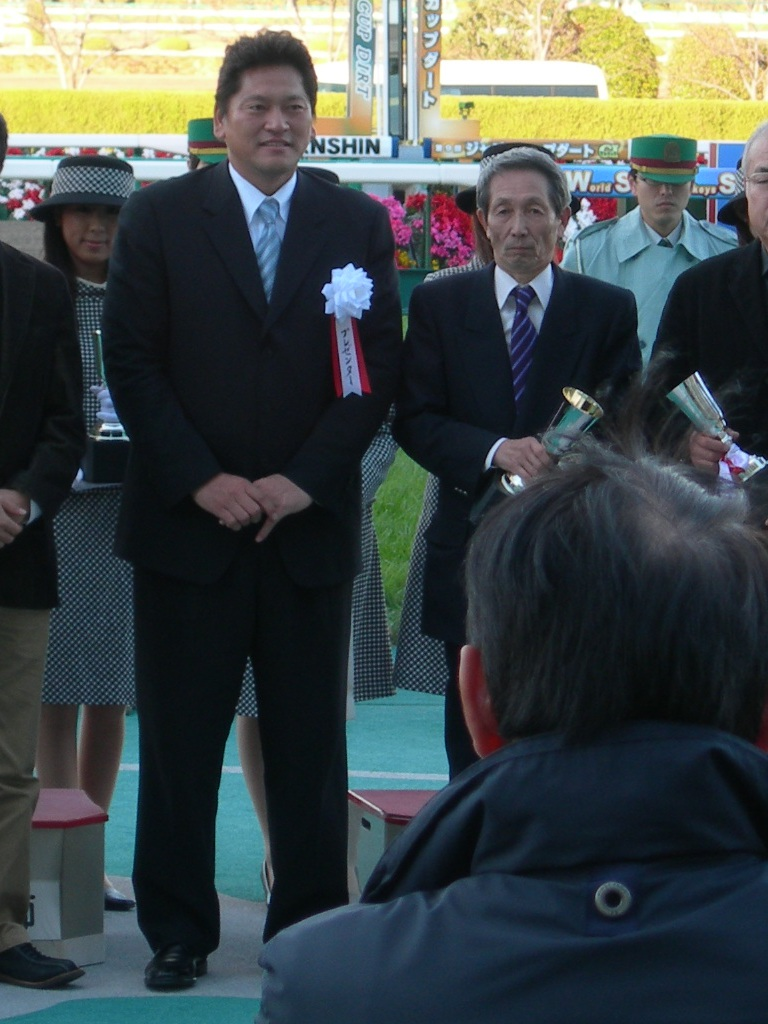
2008年12月6日、阪神競馬第10レースの表彰式にて

1987年に栗東トレーニングセンターに厩舎を開業、同年に三男・豊も騎手としてデビューを迎えた。
1989年にバンブーメモリーで安田記念に優勝 (騎手は岡部幸雄) 、重賞初制覇がGI競走となった。バンブーメモリーは豊とのコンビでも1990年にスプリンターズステークスと高松宮杯を制している。
1994年にはヤングジョッキーズワールドチャンピオンシップに出場するため初来日したオリビエ・ペリエの身元引受人となった。
1997年には管理馬のオースミタイクーンでマイラーズカップを制覇。騎乗した四男・幸四郎はデビュー僅か2日目であり、その初勝利が重賞競走という快挙を成し遂げた。さらに2005年にエイシンテンダーでチューリップ賞を制した際には、幸四郎の通算400勝達成ともなっている。
2009年2月28日をもって定年により調教師を引退。最後の勝利は引退当日の阪神競馬第2競走において、幸四郎騎乗のエーシンウォーマンで挙げた。以後は競馬評論家・解説者としてスポーツ新聞紙上での執筆や、テレビ出演活動を行っていた。
2016年8月12日に栗東市内の病院で死去。77歳没。

## 騎手としての特徴
馬に負担を掛けない柔らかい騎乗を身上とし、特に技術の高さと騎乗センスでは野平祐二と並び称された。その野平は邦彦の騎乗について、特に京都コースの長距離戦におけるレース運びと、野平が「スタンディング」と呼んだ上体を起こすフォームで馬に負担を掛けなかった点を高く評価し、「他の追随を許さない武流ライディング」「彼は長距離戦で要求されるテクニックをほとんど身に付けている」と賞賛した。
同じ長身騎手として邦彦を参考にしていたという田原成貴は、邦彦は馬の上下動を吸収し、馬に速度と方向の指示を伝える役割も持つ下半身のサスペンションの幅が大きく、それを活かして馬をリラックスさせた状態で走らせ、そして最後の直線では長い手足を活かして馬の推進力を大きく補助していたと、その騎乗を分析している。また田原は邦彦から「騎手よりも先に馬がある (馬を自分の型に合わせようとしない) 」ことを学んだという。1980年代半ばに田原のライバルとされ、武田作十郎厩舎で邦彦と一緒になった河内洋は、「すぐそばで付きっきりで武さんを見られたから、色んな意味で勉強になった。他の人からは羨ましがられたね」と語っている。後年、豊がデビューした際に騎乗の手本としたのは、田原と河内であった。武田は、「豊の場合は河内がおる。河内の場合は邦ちゃんがいたから、自ずとそこに流れているものがあるだろうし、それを見習い合って来たと言えるでしょう」と語っている。
アチーブスターで桜花賞に優勝した際には、詩人の志摩直人が雑誌『優駿』に寄せた文中で「今の彼なら絹糸一本で馬を御せる」と評し、以降その騎乗が語られる際にしばしば引用されている。歌人・劇作家で競馬への造詣も深い寺山修司はその騎乗振りを「一見、線が細く見えながら実に鮮やかである。少しも強引に見えないのに、大切な場面では見事に『勝負師』の本領を発揮しているのだ」と賞して「魔術師」と呼んだ。1973年の菊花賞で邦彦がタケホープに騎乗してハイセイコーを破った際には「（ハイセイコーは）タケホープに負けたんじゃない。武邦に負けたんだよ」と語っている。邦彦と個人的にも親しかったアナウンサーの杉本清は、「福永騎手のような意外性はないけれど、きっちりレースを組み立ててそつなく乗ってくる確実性の高い騎手だった」、「邦ちゃんのレースには華やかな印象というより、地味だが味わいの深い名人という感じじゃないかな」と評している。ライターの江面弘也は邦彦と福永洋一を比較して、「武が静かに技を見せる『手品使い』ならば、大きな動きの中に驚きがあった福永は『イリュージョニスト』だった」と評している。確実性、理に適ったレース運びとは邦彦自身が重視していた要素でもあり、それは理論家で知られた栗田勝の影響が強かった。
邦彦はレースにおける駆け引きや「良い意味でのズルさ」を教わった騎手として清田十一と浅見国一の名を挙げており、保田隆芳や野平祐二の影響を受ける以前の騎乗フォームはこの二人の流儀であったとも述べている。一方で苦手としたタイプには力の強い暴れ馬を挙げており、特に気性のうるさい巨漢馬であったキタノカチドキの騎乗では苦労したと回想し、調教師引退後に至るまで、難しかった馬の代表として名を挙げている。

## 人物
非常にスマートで都会的なイメージで知られ、172cmという騎手としては群を抜く長身・端正な顔立ちで、当時としては珍しく女性ファンが多かった。記者とも談笑し、休日には家族サービスに努めるなど、それまでの勝負師然とした騎手像に当て嵌まらない姿は、寺山修司から「サラリーマン競馬時代のアイドル」とも評された。寺山は邦彦の騎乗について「武邦彦を見ていると子供時代に見た『手品使い』の男を思い出す」と述べ、また「魔術師」と呼ばれたことについて、「センスのよさと、技術の巧みさは、関東の野平祐二と並び称される、都会的で繊細なのである。どこを見ても『勝負師』といった面魂の激しさはなく、むしろホワイトカラーといったムードを漂わせている。だが、レースでの変わり身を見ていると、やっぱり『魔術師なのではないか』と思ってしまうのである」と述べている。
友人でもあった福永洋一は、「邦チャンという人は、本当に偉い人です。感情をあまり出さないし、つくづく大人やなあと感心させられます。勘もいいし、勝負度胸もいいし……」とその人品を評し、また、邦彦が1970年代半ばから、事実上フリーの騎手として東西の垣根を越えて活動していたことに触れ、「やはり、邦チャンは僕らのために立派な道を付けてくれているのです。何事によらず、先頭を歩く人というのは、嫌なことも苦しいことも自分ひとりでかぶらねばいけないところが多いもんです。だから、僕らももっともっと勉強して、邦チャンの人柄と技で切り開かれた新しい道に続かなければいけないと思うのです」と、その功績を称えている。
長身であったため減量に苦労したが、落馬してけがをした時に真面目に温泉治療に取り組んだら体の脂肪が落ちて苦労が解消された。また酒豪としても知られ、騎手時代は食べる代わりにビールで満腹感を得ていた。落馬して重傷を負って入院した時もストローでビールを飲んだことや、関東遠征から帰る新幹線の車中で売りに来たウイスキーのミニボトルをすべて飲んでしまったなど酒にまつわる逸話は多い。

## エピソード

### 武豊の父として
豊が騎手としてデビューした当初、その活躍は一部で「父の七光り」と揶揄された。マスコミではしばしば「タケクニの息子の武豊」として扱われ、豊はファンから「タケトヨ」と呼ばれていた。豊はこれに対して「父は父、自分は自分」と意に介さない様子を見せながらも、「いつか父が『武豊の父』と呼ばれるようになりたい」と抱負を語っていた。その後、豊は空前のハイペースで勝利を積み重ね、その言葉通り、数年の内に父子の立場は逆転した。邦彦はその活躍を喜ぶ一方で対抗心も見せ、1989年春に自身が勝てなかった天皇賞を、豊がイナリワンでレコード優勝した際には、インタビューに対し「巧く乗ったけど、レコードで勝てる馬なら私だって勝てますよ」と発言、豊の女性人気が高かった頃には親しい間柄の杉本清に「俺だって今の時代に乗ってれば豊よりモテてる」と漏らし、豊が中央競馬史上初の3000勝を達成した際には「俺は騎手時代にあまり乗らなくても1000勝以上挙げている。今のように乗り数が多ければ3000勝しているよ」とコメントをした。しかし、この時はこれに続けて「それは別にして、豊はうまく乗っているよ」と語って息子を労っている。また、豊の中央競馬通算最多勝更新時と、幸四郎の通算500勝達成時には、それぞれの表彰式で自ら花束を手渡した。
豊が通算1164勝を達成して邦彦の勝利数を抜いた際、豊は邦彦を「ずっと目標にしてきた大先輩」と表現し、「親父の時代は今ほど同時開催がなかったりと、乗り馬を揃えるだけで大変だったでしょう。こうして勝ち鞍で並んで、そして追い越して改めて『親父って凄かったんだな』と思いました」と語った。豊は1998年にスペシャルウィークに騎乗してダービーを優勝したため、JRA史上3組目の親子でのダービージョッキーとなった。また、豊が天皇賞を春秋あわせて15勝（2024年現在）を挙げ「平成の盾男」と呼ばれていることに対し、邦彦は一度も天皇賞を優勝することがなかった。

### 福永洋一との関係
福永洋一とは、騎乗スタイルの相違もあってライバルという見方をされていたが、レースを離れた場面では10歳の年齢差がありながら親友同士の間柄であった。元々は邦彦の従弟・武永祥が洋一の同期で武平三厩舎に所属し、永祥を訪ねる洋一が武厩舎に出入りしていたことにより親交を深めた。若い頃は2人で車を乗り回して高速道路を暴走するなどしていたといい、また、騎乗馬の乗り替わりなどがあった際には、互いに情報交換もしていたという。
1979年に洋一が落馬事故で騎手生命を絶たれて以降も交流は続き、1999年の桜花賞で洋一の長男・福永祐一が初めてGI競走を勝った時には、新聞記者に対し「洋一の倅（せがれ）が良くやってくれた」とコメントしている。

## 通算成績

### 騎手成績
| 年     | 区分 | 1着   | 2着 | 3着 | 4着以下 | 騎乗数 | 勝率 | 連対率 |
| ------ | ---- | ----- | --- | --- | ------- | ------ | ---- | ------ |
| 1957年 | 平地 | 5     | 2   | 11  | 45      | 63     | .079 | .111   |
| 1957年 | 障害 | 3     | 3   | 4   | 23      | 33     | .091 | .182   |
| 1958年 | 平地 | 9     | 6   | 9   | 42      | 66     | .136 | .227   |
| 1958年 | 障害 | 6     | 6   | 8   | 33      | 53     | .113 | .226   |
| 1959年 | 平地 | 18    | 14  | 15  | 99      | 146    | .123 | .219   |
| 1959年 | 障害 | 11    | 12  | 8   | 34      | 65     | .169 | .354   |
| 1960年 | 平地 | 26    | 26  | 19  | 105     | 176    | .148 | .295   |
| 1960年 | 障害 | 1     | 4   | 1   | 11      | 17     | .059 | .294   |
| 1961年 | 平地 | 25    | 24  | 27  | 89      | 165    | .159 | .297   |
| 1961年 | 障害 | 1     | 0   | 0   | 4       | 5      | .200 | .200   |
| 1962年 | 平地 | 22    | 20  | 26  | 127     | 195    | .113 | .215   |
| 1962年 | 障害 | 0     | 0   | 0   | 1       | 1      | .000 | .000   |
| 1963年 | 平地 | 35    | 27  | 13  | 134     | 209    | .167 | .278   |
| 1964年 | 平地 | 42    | 31  | 33  | 166     | 272    | .154 | .268   |
| 1965年 | 平地 | 45    | 33  | 24  | 130     | 230    | .187 | .330   |
| 1966年 | 平地 | 47    | 46  | 43  | 194     | 330    | .142 | .282   |
| 1967年 | 平地 | 49    | 38  | 29  | 176     | 292    | .168 | .298   |
| 1968年 | 平地 | 77    | 42  | 30  | 260     | 409    | .188 | .291   |
| 1969年 | 平地 | 79    | 62  | 67  | 289     | 497    | .159 | .284   |
| 1970年 | 平地 | 63    | 41  | 28  | 229     | 371    | .170 | .280   |
| 1971年 | 平地 | 32    | 42  | 25  | 181     | 280    | .114 | .264   |
| 1972年 | 平地 | 68    | 45  | 31  | 187     | 331    | .205 | .341   |
| 1973年 | 平地 | 70    | 44  | 35  | 229     | 369    | .190 | .309   |
| 1974年 | 平地 | 52    | 37  | 36  | 155     | 280    | .186 | .318   |
| 1975年 | 平地 | 42    | 27  | 19  | 142     | 230    | .183 | .300   |
| 1976年 | 平地 | 38    | 35  | 21  | 131     | 225    | .169 | .324   |
| 1977年 | 平地 | 48    | 33  | 33  | 159     | 273    | .176 | .297   |
| 1978年 | 平地 | 39    | 60  | 39  | 189     | 327    | .119 | .303   |
| 1979年 | 平地 | 47    | 47  | 36  | 211     | 341    | .138 | .276   |
| 1980年 | 平地 | 54    | 42  | 32  | 210     | 338    | .160 | .284   |
| 1981年 | 平地 | 37    | 32  | 26  | 220     | 315    | .117 | .219   |
| 1982年 | 平地 | 28    | 25  | 22  | 207     | 282    | .099 | .188   |
| 1983年 | 平地 | 27    | 32  | 13  | 162     | 234    | .115 | .252   |
| 1984年 | 平地 | 16    | 28  | 22  | 151     | 217    | .074 | .203   |
| 1985年 | 平地 | 3     | 5   | 1   | 31      | 40     | .075 | .200   |
| 計     | 平地 | 1,141 | 948 | 779 | 4,642   | 7,505  | .152 | .278   |
| 計     | 障害 | 22    | 25  | 21  | 106     | 174    | .126 | .270   |
| 計     | 総計 | 1,163 | 968 | 800 | 4,748   | 7,679  | .151 | .278   |

- 初騎乗: 1957年3月16日　ナスタカ (6着)
- 初勝利: 1957年5月11日　ハチサカエ

#### 主な騎乗馬
※括弧内は邦彦騎乗による優勝重賞競走。
- 八大競走・グランプリ競走・牝馬三冠競走優勝
  - アチーブスター (1972年桜花賞、ビクトリアカップ)
  - ロングエース (1972年東京優駿など重賞2勝)
  - タケホープ (1973年菊花賞)
  - タカエノカオリ (1974年桜花賞)
  - キタノカチドキ (1973年阪神3歳ステークス、1974年皐月賞、菊花賞など重賞7勝)
  - トウショウボーイ (1976年有馬記念、1977年宝塚記念)
  - インターグシケン (1978年菊花賞など重賞4勝)
  - リードスワロー (1978年エリザベス女王杯)
- その他重賞優勝
  - ハチサカエ (1959年アラブ大障害（春）)
  - トキノウイナー (1960年京都4歳特別)
  - アイスブルー (1963年きさらぎ賞)
  - ハルヒカリ（1963年中京記念）
  - タイツバキ (1963年阪神牝馬特別)
  - コウタロー (1964年阪神大賞典、愛知杯)
  - ゴールドバンカー (1965年アラブ大賞典（秋）・読売カップ（秋）、1966年アラブ大賞典（春）・アラブ大賞典（秋）・タマツバキ記念（秋）)
  - シードラゴン（1965年阪神牝馬特別）
  - タイギヨウ（1967年シンザン記念）
  - タイクラナ（1967年日本経済新春杯）
  - アトラス (1967年京都4歳特別・北九州記念、1968年スポーツニッポン賞金盃・小倉大賞典、1969年小倉記念・CBC賞)
  - サトヒカル (1968年中京記念)
  - マーチス (1968年きさらぎ賞)
  - タマノオー (1968年京都4歳特別)
  - ダイイチオー (1968年神戸杯、1969年セントウルステークス)
  - タニノハローモア (1969年中京記念)
  - ヒラハッコウ (1969年アラブ大賞典（春）、1970年タマツバキ記念（春）)
  - マサファイター (1969年毎日杯)
  - パールロマン (1969年アラブ大賞典（秋）)
  - ヨコズナ (1970年京都記念（春）)
  - ヒデカブト (1970年札幌記念)
  - ロングワン (1972年マイラーズカップ・京阪杯)
  - キースター (1972年タマツバキ記念（春）)
  - フェロースピード (1972年小倉大賞典)
  - ニホンピロムーテー (1973年大阪杯)
  - レデースポート (1973年京都牝馬特別)
  - ホウシュウエイト (1974年日本経済新春杯)
  - ロッコーイチ (1974年北九州記念、1975年小倉記念)
  - コーリュウシンゲキ (1974年シュンエイ記念)
  - ロングホーク (1975年朝日チャレンジカップ)
  - ニューヒロシ (1976年シュンエイ記念)
  - アータルオー (1976年デイリー杯3歳ステークス)
  - シンサカエオー (1977年シュンエイ記念)
  - リキタイコー (1978年CBC賞)
  - ブイセブン (1979年タマツバキ記念（春）)
  - リネンジョオー (1979年小倉記念)
  - グレートタイタン (1979年愛知杯、1980年スポーツニッポン賞金杯）
  - メジロトランザム (1980年日経新春杯)
  - タカノカチドキ (1980年京都4歳特別)
  - アリーナオー (1981年阪神大賞典)
  - ハッピープログレス (1982年CBC賞、1984年CBC賞)
  - ニホンピロウイナー (1983年きさらぎ賞)
- その他の騎乗馬
  - トウコウエルザ（1976年高松宮杯3着）
  - ハードバージ（1977年東京優駿2着）
  - リードホーユー（1983年京都新聞杯2着）
  - アズマハンター
  - インターグロリア
  - ケイキロク
  - テンポイント
  - ホクトボーイ
  - ヤマニンスキー
  - リードワンダー
  - ワカテンザン

### 調教師成績
※中央競馬成績のみ。
| 年     | 区分 | 1着 | 2着 | 3着 | 4着以下 | 出走数 | 勝率 | 連対率 |
| ------ | ---- | --- | --- | --- | ------- | ------ | ---- | ------ |
| 1987年 | 平地 | 6   | 1   | 4   | 31      | 44     | .136 | .159   |
| 1988年 | 平地 | 13  | 17  | 17  | 103     | 150    | .097 | .200   |
| 1989年 | 平地 | 14  | 20  | 14  | 109     | 157    | .089 | .217   |
| 1990年 | 平地 | 17  | 10  | 18  | 121     | 166    | .102 | .163   |
| 1991年 | 平地 | 19  | 19  | 22  | 119     | 179    | .106 | .202   |
| 1991年 | 障害 | 2   | 0   | 1   | 3       | 6      | .333 | .333   |
| 1992年 | 平地 | 30  | 20  | 21  | 178     | 249    | .120 | .201   |
| 1992年 | 障害 | 0   | 0   | 2   | 5       | 7      | .000 | .000   |
| 1993年 | 平地 | 17  | 20  | 28  | 139     | 204    | .083 | .201   |
| 1993年 | 障害 | 1   | 3   | 2   | 6       | 10     | .167 | .667   |
| 1994年 | 平地 | 27  | 20  | 21  | 176     | 244    | .111 | .193   |
| 1995年 | 平地 | 23  | 13  | 24  | 172     | 232    | .099 | .155   |
| 1995年 | 障害 | 0   | 0   | 0   | 2       | 2      | .000 | .000   |
| 1996年 | 平地 | 17  | 17  | 18  | 177     | 229    | .074 | .148   |
| 1996年 | 障害 | 0   | 0   | 2   | 7       | 9      | .000 | .000   |
| 1997年 | 平地 | 11  | 12  | 11  | 154     | 188    | .059 | .122   |
| 1998年 | 平地 | 16  | 16  | 25  | 148     | 205    | .078 | .156   |
| 1999年 | 平地 | 21  | 24  | 22  | 143     | 210    | .100 | .214   |
| 2000年 | 平地 | 17  | 14  | 16  | 157     | 204    | .083 | .152   |
| 2000年 | 障害 | 0   | 0   | 0   | 2       | 2      | .000 | .000   |
| 2001年 | 平地 | 15  | 23  | 19  | 138     | 195    | .077 | .195   |
| 2001年 | 障害 | 2   | 1   | 1   | 6       | 10     | .200 | .333   |
| 2002年 | 平地 | 14  | 14  | 12  | 165     | 205    | .068 | .137   |
| 2002年 | 障害 | 0   | 0   | 0   | 1       | 1      | .000 | .000   |
| 2003年 | 平地 | 10  | 4   | 15  | 155     | 184    | .054 | .076   |
| 2003年 | 障害 | 0   | 0   | 0   | 9       | 9      | .000 | .000   |
| 2004年 | 平地 | 15  | 12  | 18  | 125     | 170    | .088 | .159   |
| 2004年 | 障害 | 0   | 1   | 0   | 4       | 5      | .000 | .200   |
| 2005年 | 平地 | 20  | 6   | 9   | 122     | 157    | .127 | .166   |
| 2005年 | 障害 | 0   | 0   | 0   | 1       | 1      | .000 | .000   |
| 2006年 | 平地 | 17  | 6   | 11  | 128     | 162    | .105 | .142   |
| 2007年 | 平地 | 14  | 15  | 10  | 124     | 163    | .086 | .178   |
| 2007年 | 障害 | 1   | 0   | 2   | 6       | 9      | .111 | .111   |
| 2008年 | 平地 | 10  | 10  | 7   | 155     | 182    | .055 | .110   |
| 2008年 | 障害 | 1   | 1   | 1   | 5       | 8      | .125 | .250   |
| 2009年 | 平地 | 5   | 3   | 0   | 30      | 38     | .132 | .211   |
| 2009年 | 障害 | 0   | 0   | 0   | 1       | 1      | .000 | .000   |
| 計     | 平地 | 368 | 316 | 362 | 3,071   | 4,117  | .089 | .166   |
| 計     | 障害 | 7   | 6   | 9   | 54      | 76     | .092 | .171   |
| 計     | 総計 | 375 | 322 | 371 | 3,125   | 4,193  | .089 | .166   |

- 初出走: 1987年3月22日・1回中京6日第2競走　テンバハンカン (8着)
- 初勝利: 1987年6月21日・2回中京2日第4競走　サンライズサン

#### 主な管理馬
※括弧内は優勝重賞競走。太字はGI競走。
- バンブーメモリー (1989年スワンステークス、安田記念、1990年スプリンターズステークス、高松宮杯)
- オースミシャダイ (1990年阪神大賞典、日経賞)
- ホリノウイナー (1991年東京新聞杯)
- キョウワホウセキ (1991年報知杯4歳牝馬特別、1992年東京新聞杯)
- バンブーゲネシス (1994年マーチステークス)
- メイショウレグナム (1995年小倉大賞典)
- ショウリノメガミ (1996年京都牝馬特別、1997年中山牝馬ステークス)
- オースミタイクーン (1997年マイラーズカップ、セントウルステークス)
- メジロベイリー (2000年朝日杯3歳ステークス)
- ダンシングターナー (2001年阪神スプリングジャンプ)
- エイシンテンダー (2005年チューリップ賞)

## 主な厩舎所属者
※太字は門下生。括弧内は厩舎所属期間と所属中の職分。
- 酒井浩 (1997年-1999年 騎手)
- 武幸四郎 (1997年-1998年 騎手)
- 山田泰誠 (2001年-2003年 騎手、2003年-2009年 調教助手)
- 徳家良雄 (2005年度JRA賞優秀厩務員賞)
- 宮地貴稔 (2005年 - 2009年 厩務員、調教助手)

## メディア活動

### テレビ出演
- サッポロビール (1989年) - CM出演。三男・豊と共演。
- NHK競馬中継 (不定期、NHK) - 解説者。
- DREAM競馬 (不定期、関西テレビ) - 解説者。
- 競馬beat (不定期、関西テレビ) - 解説者。
- 武豊TV!II (2009年、フジテレビNEXT) - ゲスト出演。

### 執筆
- 「魔法のムチ - 武邦彦の真実」 (大阪スポーツ、2010年- )